# CD-24 13831
CD-24 13831 — хімічно пекулярна зоря спектрального класу
B2 й має видиму зоряну величину в смузі V приблизно 10,2.

## Пекулярний хімічний склад
Зоряна атмосфера CD-24 13831 має підвищений вміст 
He
.